# 孫永思
孫永思（1510年—？），字性孝，號月岩，山西平陽府蒲州縣人，民籍，明朝政治人物。

## 生平
嘉靖十九年（1540年）庚子科山西鄉試第二十四名舉人。嘉靖二十六年（1547年）中式丁未科會試第一百九十六名，登第三甲第十四名進士。兵部觀政，授行人司行人，二十九年九月选授江西道试御史，三十年三月实授，补浙江道御史。

## 家族
曾祖孫惟溫；祖父孫暹；父孫鼐，母李氏。子孫嗣德。